# Sudbury Reef
Sudbury Reef är ett rev på Stora Barriärrevet i Australien.   Det ligger cirka 45 km öster om Cairns i delstaten Queensland.